# Bukit Indah (Nasal)
Bukit Indah is een bestuurslaag in het regentschap Kaur van de provincie Bengkulu, Indonesië. Bukit Indah telt 774 inwoners (volkstelling 2010).